# Bredbyn
Bredbyn – miejscowość (tätort) w Szwecji w gminie Örnsköldsvik w regionie Västernorrland. Około 1227 mieszkańców.